# Autographa

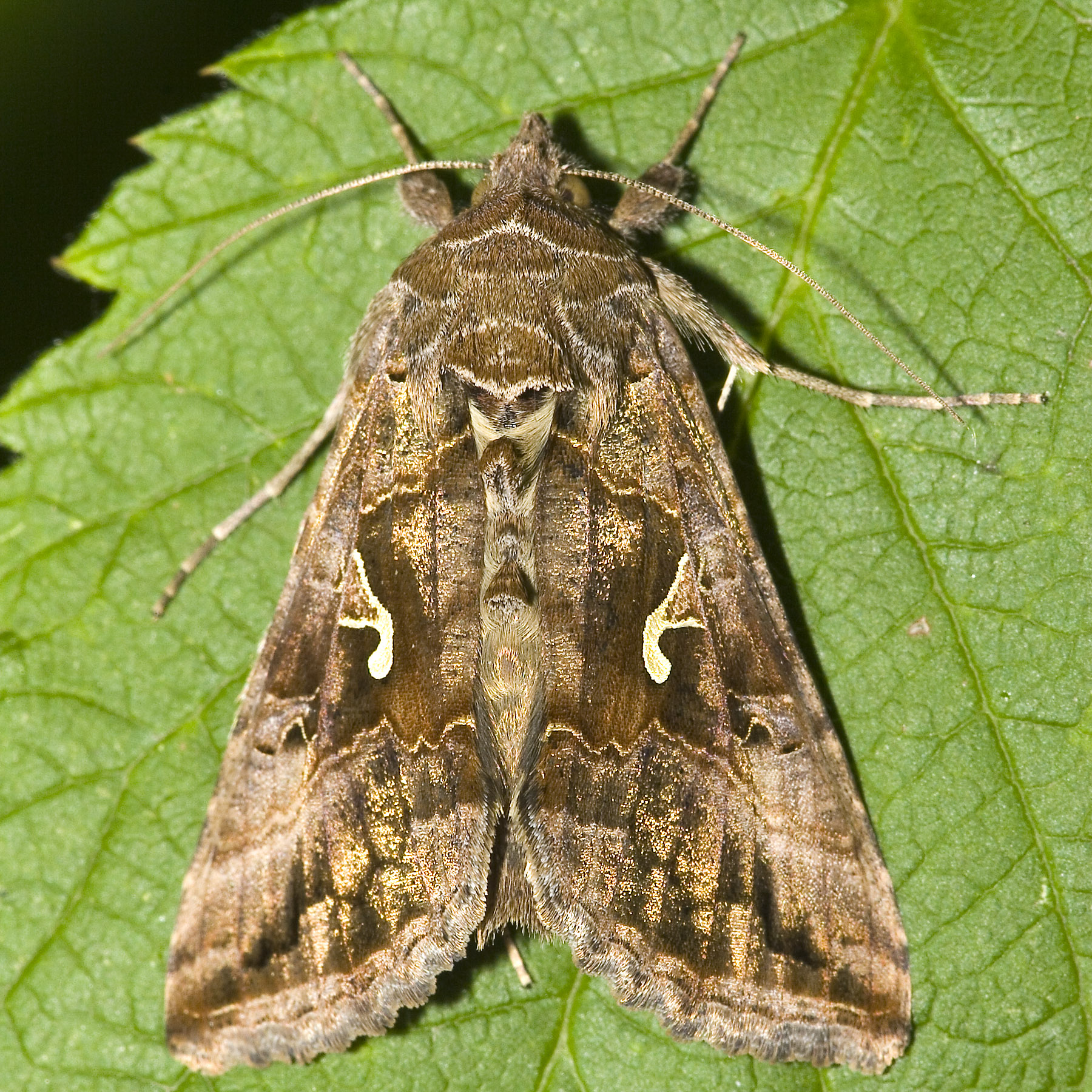
Autographa gamma

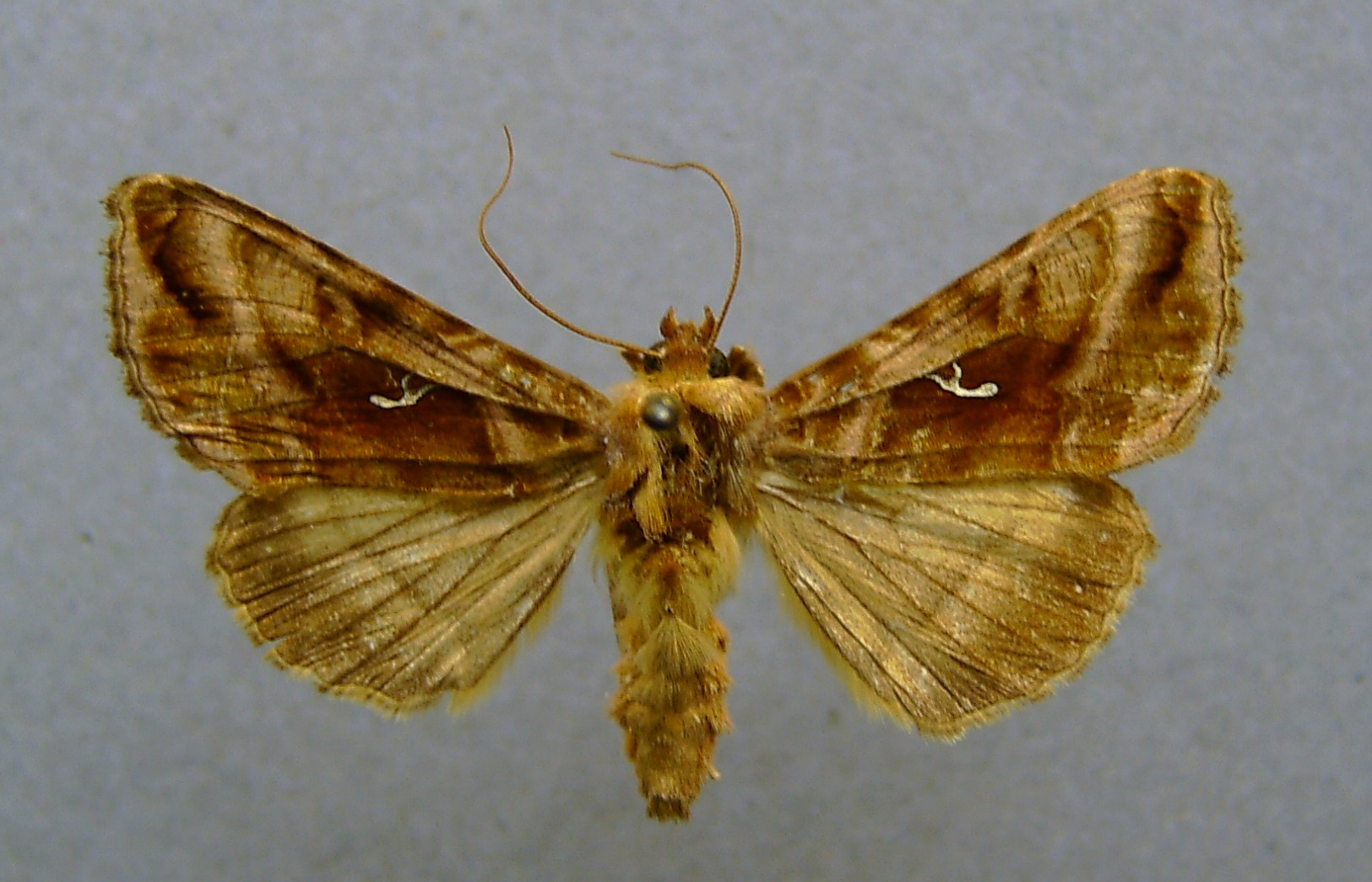
Autographa jota

Autographa – rodzaj motyli z rodziny sówkowatych i podrodziny błyszczek.
Motyle te mają głaszczki wargowe zakrzywione do góry, o trzecim członie zaokrąglonym na wierzchołku. Ich przednie skrzydłach mają zaokrąglone krawędzie zewnętrzne i dobrze rozwinięte metaliczne plamy. Na grzbietowej części odwłoka występują kępki łusek, szczególnie wyraźne na trzecim segmencie. Samiec pozbawiony jest kępek łusek po bokach segmentu czwartego i piątego. Narządy rozrodcze samic o wąskim, zwykle inkrustowanym ziarenkowatymi sklerytami przewodzie torebki kopulacyjnej, wydłużonym korpusie torebki i przewodzie nasiennych wychodzącym z jej krótkiego wierzchołka. Genitalia samców o wąskim sakusie, wydłużonym i cienkim klawusie oraz z dużym kolcem na wezyce, zwykle leżącym w cekum.
Gąsienice mają przepaski mikrokolców na odwłoku, 16 listewek na raduloidzie oraz żeberka żuwaczek zakończone wyrostkami i niesięgające krawędzi tnących.
Rodzaj holarktyczny. 6 gatunków stwierdzono na terenie Polski.
Należy tu około 40 opisanych gatunków:
- Autographa aemula (Denis & Schiffermüller, 1775)
- Autographa ampla (Walker, 1858)
- Autographa amurica (Staudinger, 1892)
- Autographa argyrosigna (Moore, 1882)
- Autographa bimaculata (Stephens, 1830)
- Autographa bractea (Denis & Schiffermüller, 1775)
- Autographa buraetica (Staudinger, 1892)
- Autographa caladii (Sepp, 1855)
- Autographa californica (Speyer, 1875)
- Autographa camptosema (Hampson, 1913)
- Autographa corusca (Strecker, 1885)
- Autographa crypta Dufay, 1973
- Autographa dudgeoni (Hampson, 1913)
- Autographa excelsa (Kretschmar, 1862)
- Autographa flagellum (Walker, 1858)
- Autographa gamma (Linnaeus, 1758) – błyszczka jarzynówka
- Autographa jota (Linnaeus, 1758)
- Autographa khinjana Wiltshire, 1961
- Autographa kostjuki Klyuchko, 1984
- Autographa labrosa (Grote, 1874)
- Autographa macrogamma (Eversmann, 1842)
- Autographa mandarina (Freyer, 1845)
- Autographa mappa (Grote & Robinson, 1868)
- Autographa metallica (Grote, 1875)
- Autographa monogramma (Alphéraky, 1887)
- Autographa nigrisigna (Walker, 1858)
- Autographa pasiphaeia (Grote, 1873)
- Autographa precationis (Guenée, 1852)
- Autographa pseudogamma (Grote, 1875)
- Autographa pulchrina (Haworth, 1809)
- Autographa purpureofusa (Hampson, 1894)
- Autographa rubida Ottolengui, 1902
- Autographa sansoni Dod, 1910
- Autographa schalisema (Hampson, 1913)
- Autographa sinooccidentalis
- Autographa speciosa Ottolengui, 1902
- Autographa urupina (Oberthür, 1884)
- Autographa v-alba Ottolengui, 1902
- Autographa v-minus (Bryk, 1942)